# Kalifornischer Zitterrochen
Der Kalifornische Zitterrochen (Tetronarce californica, Syn.: Torpedo californica) ist eine Rochenart aus der Familie der Zitterrochen. Er kommt auf dem Kontinentalschelf der Pazifikküste der USA und an der Küste Niederkaliforniens, über sandigem Untergrund, um Felsen und in Tangwäldern in Tiefen bis 200 Metern vor. Dort ist er der einzige Vertreter seiner Familie. 

## Merkmale
Sein Körper hat die Form einer runden Scheibe mit einem kurzen, in einer großen Schwanzflosse endenden Schwanz. Er hat zwei, weit hinten sitzende Rückenflossen, die erste ist sehr viel größer als die zweite. Seine Farbe ist grau bis graublau mit schwarzen Flecken auf der Oberseite. Augenflecken sind nicht vorhanden. Am Übergang vom Leib zum Schwanz sind die beiden nierenförmigen Elektroplaxe deutlich erkennbar. Weibchen erreicht eine Körperlänge (mit Schwanz) von bis zu 137 cm und ein Gewicht von bis zu 41 kg. Männchen werden maximal 91 cm lang.

## Lebensweise
Kalifornische Zitterrochen sind Einzelgänger und leben nomadisch. Sie können sich mit minimalen Schwimmbewegungen schwebend im freien Wasser halten. Aktiv  jagen sie vor allem in der Nacht. Tagsüber sind sie im Substrat verborgen und überraschen ihre Beute, vor allem Heringe und Plattfische, durch ihre elektrischen Schläge. Große Individuen können Entladungen  mit Spannungen über 50 Volt bei einer Leistung von 1 kW produzieren. Kalifornische Zitterrochen sind ovovivipar.
Fühlen sie sich gestört, sind Kalifornische Zitterrochen auch aggressiv gegenüber Tauchern, überschwimmen sie mit geöffnetem Maul und versetzen ihnen auch elektrische Schläge.